# Ариапейт
Ариапейт или Ариапейтес (Ariapeithes, Ariapites) е цар на скитите, баща на цар Есквилес (Esquiles, Scyles), споменат от Херодот.
В края на VI век пр. Хр. Ариапейт се оженва за дъщерята на одриския тракийски владетел Терес I. Убит е от Спаргапейт или Еспаргапит (Espargapites, Spargapeithes), царят на Агатирсите.